# نام‌گذاری تباری

سه روش رایج برای تعریف نام یک کلاد: تعریف مبتنی بر گره، مبتنی بر شاخه و مبتنی بر آپومورفی. درخت نشان‌دهنده یک فرضیه تبارزایی در مورد روابط A, B و C است.

نام‌گذاری تباری یا نام‌گذاری فیلوژنتیک Phylogenetic nomenclature یک روش نام‌گذاری برای گونهها در زیست‌شناسی است که از تعریف تبارزایی برای نام آرایه‌ها استفاده می‌کند که در زیر توضیح داده شده‌است. این در تضاد با رویکرد سنتی آرایه‌شناسی است، که در آن نام آرایه‌ها با یک نماد تعریف می‌شوند، که می‌تواند یک نمونه یا یک آرایه با رتبه پایین‌تر و یک توصیف واژه‌ای باشد. نام‌گذاری تبارزایشی در حال حاضر توسط کد بین‌المللی نامگذاری فیلوژنتیک (PhyloCode) تنظیم می‌شود.

کلاد نشان داده شده با خطوط نقطه‌چین در هر شکل توسط جد X مشخص می‌شود. با این فرضیه که روابط مانند درخت سمت چپ هستند، کلاد شامل X, A، B و C است. با این فرضیه که روابط مانند شکل هستند. درخت سمت راست، کلاد شامل X, A و B است.

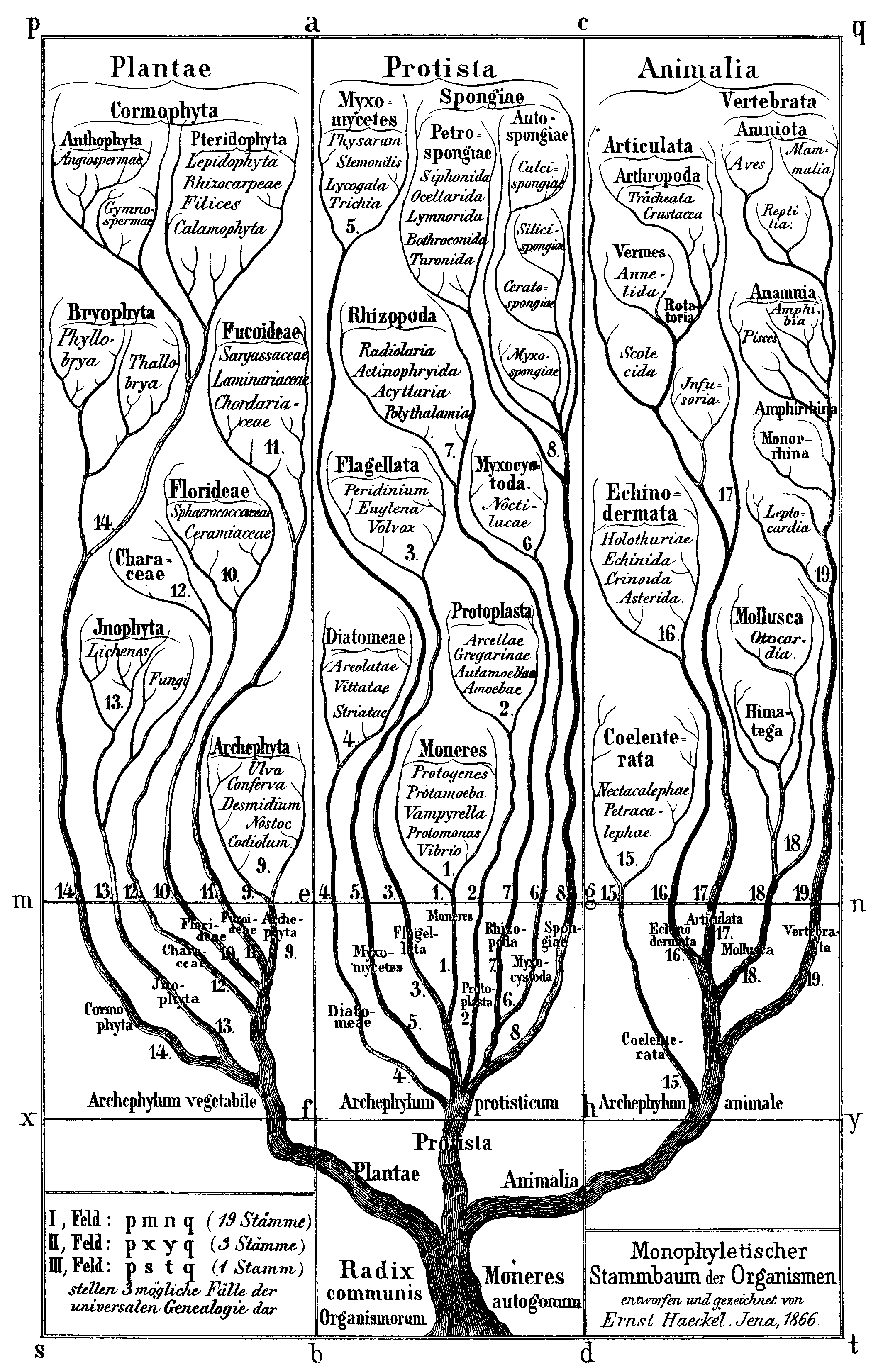
«درخت تبارشاخه تک‌تباری جانداران».